# Lichte dikkopmot
De lichte dikkopmot (Scythris limbella) is een vlinder uit de familie dikkopmotten (Scythrididae). De wetenschappelijke naam is voor het eerst geldig gepubliceerd in 1775 door Fabricius.
De soort komt voor in Europa.